# Viasat History
 (транскр.  Вајасат хистори) претплатнички je телевизијски канал у власништву скандинавске медијске компаније Allente. Емитује историјске серије из целог света са фокусом на антички свет, историјску драму, краљевску историју, историју путовања и верску историју. Viasat History је 24-часовни канал који емитује програм у средњој и источној Европи, Русији и Заједници независних држава.
Са седиштем у Лондону, канал је почео да се емитује у скандинавским земљама и након неколико година проширио се на многа источноевропска тржишта и балтичке земље са титловима.

## Историја
ко−продуцира и набавља садржај од међународних дистрибутера и продуцентских кућа.
Од 2012. године, Viasat History заједно са сестринским каналима Viasat Explore и Viasat Nature се емитују у ХД формату заједно са СД фидом на Viasat сателитској платформи.
Неке од емисија које се приказују су Разоткривање блага, Религијски ратови, Мапе убиства, Мистерије у музеју, Келти: крв, челик и жртва, Египатске гробнице: највећа мисија, Последње путовање Викинга, Дух из неолита, Необична открића, Сјајни проналасци и многе друге.